# Saison 2015-2016 du FC Metz
Maillots
Dernière mise à jour : 15 mai 2016.
Chronologie
Saison précédente Saison suivante
À la suite de sa relégation de Ligue 1, le FC Metz joue, lors de la saison 2015-2016, en Ligue 2. Cette saison voit le club s'engager dans trois compétitions que sont la Ligue 2, la Coupe de France et la Coupe de la Ligue.

## Historique

### Mercato estival
Après une saison difficile dans l’élite du football français, le FC Metz doit donc recommencer ce nouvel exercice dans l’antichambre de la Ligue 1.
Le premier à payer les frais d’une saison qui peut être qualifiée de catastrophique avec un bien triste record de 18 matchs sans la moindre victoire est l’entraîneur Albert Cartier qui est remercié un an avant la fin de son contrat. Ce dernier n’a jamais vraiment trouvé la bonne formule pour espérer envisager le maintien parmi l’élite.
C’est le belge José Riga qui prend les rênes de la maison grenat après avoir entraîné des équipes comme le Standard de Liège ou encore Blackpool.
Le portugais Carlos Freitas est nommé au poste de directeur sportif du club. Il a déjà occupé ce poste au Sporting Portugal, au Panathinaïkos et à Braga.
Au niveau de l’effectif, il y a désir de le faire dégraisser. C’est pourquoi plusieurs joueurs qui n’ont jamais réellement convaincus sous le maillot messin quittent le navire comme Mayoro N’Doye et Abdallah N'Dour partis pour le RC Strasbourg, Moussa Gueye, Ali Bamba, Fakhreddine Ben Youssef qui retrouve le championnat tunisien avec l'ES Tunis et enfin Guirane N'Daw qui s’engage avec un futur adversaire pour la montée, le RC Lens.
Romain Rocchi quitte également le club car il est incertain s’il poursuivra sa carrière à cause de son problème de genou ou s’il trouvera un dernier défi ailleurs. Le contrat de Sylvain Marchal n'est pas renouvelé et il décide de prendre sa retraite. Les options d’achat des prêts de Federico Andrada et Modibo Maïga ne sont pas levées.
Saliu Popoola et Kwame N'Sor sont prêtés au club satellite du RFC Seraing en deuxième division belge. Chris Philipps est lui prêté en troisième division allemande au SC Preussen Münster.
Florent Malouda quitte évidemment le club car la seconde année de son contrat aurait pris effet seulement si Metz était toujours pensionnaire de Ligue 1.
Au niveau des départs qui marquent les supporters messins, il y a celui de Bouna Sarr, considéré comme le meilleur joueur du club la saison passée, qui restera en Ligue 1 en portant les couleurs de l’Olympique de Marseille pour un transfert estimé entre 1,5 et 2 millions d’euros. Gaëtan Bussmann s'engage au FSV Mayence après avoir disputé les cinq premières journées de championnat avec Metz. Quelques joueurs importants sur les dernières années sont poussés vers la sortie comme Jérémy Choplin qui s'engage sans indemnité de transfert pour deux saisons à Niort, de même pour Ahmed Kashi qui signe en deuxième division anglaise avec Charlton Athletic, et enfin M'Fa qui, n'entrant pas dans les plans du néo-coach belge, est prêté au RFC Seraing pour la dernière année de son contrat.
En ce qui concerne les arrivés, le gardien Thomas Didillon et le milieu Samy Kehli sont de retour de prêt du RFC Seraing. Médéric Deher revient de son prêt de Luçon mais est prêté de nouveau cette fois-ci en deuxième division belge à l'AFC Tubize.
Trois joueurs portugais sont recrutés : Amido Baldé en provenance de l’Hapoël Tel-Aviv, Nuno Reis en provenance du Cercle Bruges et André Santos comptant 2 élections avec le Portugal en provenance du Balıkesirspor.
Dans le cadre du partenariat depuis la saison passée avec le club de River Plate en Argentine, cette saison c'est Juan Kaprof qui est prêté à Metz en faisant le chemin inverse de Federico Andrada. Le jeune prometteur belge Célestin Djim en provenance d'un prêt en deuxième division portugaise et appartenant au FC Porto et de nouveau prêté cette fois-ci sous le maillot grenat pour toute la saison sans option d'achat.
Iván Balliu, formé au FC Barcelone et en provenance du FC Arouca de première division portugaise ainsi que Sezer Özmen en provenance du Samsunspor de première division turque, s’engagent tous les deux pour deux saisons. Le jeune franco-marocain Hamza Sakhi en provenance de Châteauroux s'engage pour quatre ans.
Les défenseurs Matthieu Udol, Oumar Gonzalez, le milieu Lucas Toussaint et l’attaquant Habib Diallo tous deux issus du centre de formation signent leurs premier contrat professionnel avec le club. Matthieu Udol est directement prêté pour la saison RFC Seraing.
Le club mosellan est très actif lors du dernier jour du mercato en enrôlant pas moins de quatre joueurs dont deux prêts : Tiago Gomes (pour pallier le départ de Bussmann) et Daniel Candeias tous deux portugais prêtés pour la saison respectivement par le Sporting Braga et le Benfica Lisbonne. L’international camerounais Georges Mandjeck en provenance du club turc de Kayseri Erciyesspor signe un contrat de deux ans et l’international zambien Emmanuel Mayuka en provenance de Southampton paraphe quant à lui un contre de trois ans.

### Phase aller
L’objectif du club est clair, retrouver l’élite dès la saison prochaine et le championnat débute directement sur un gros morceau avec la réception du RC Lens pour la 1re journée de championnat et malgré un match dominé et à la portée des grenats, le score restera nul et vierge (0-0). La première victoire de la saison des Grenats intervient la journée suivante sur le terrain du FC Sochaux-Montbéliard sur le score de 0-1 grâce à un but du capitaine, Kévin Lejeune et surtout une excellente prestation du gardien Thomas Didillon. Le mardi suivant, Metz se déplace à Charléty pour affronter le Paris FC comptant pour le premier tour de la Coupe de la Ligue et s'impose 2-1 dans les prolongations grâce à un but de Bussmann. C'est N'Gbakoto qui avait ouvert le score dans le temps réglementaire, le PFC avait égalisé sur un but gag alors que la balle avait pourtant franchie la ligne de sortie de but avant la passe en retrait. Lors de la 3e journée, les grenats s'imposent 2-0 à domicile face à Valenciennes grâce des buts de Doukouré, en dribblant trois joueurs dans la surface de réparation, et Lejeune sur penalty en fin de match. C'est dans la douleur que Metz va chercher les trois points de la victoire pour la première fois de son histoire sur la pelouse de Créteil (1-2).  Ceci grâce à un premier penalty très litigieux tiré par N'Gbakoto et repoussé par le portier cristolien avant que Bussmann récupère le cuir pour le mettre au fond des filets. Quelques minutes plus tard, les protégés de José Riga obtiennent un deuxième penalty cette fois-ci à juste titre et qui est transformé par le capitaine Kevin Lejeune. Avec ce succès en région parisienne lors de la quatrième journée, le FC Metz prend la tête du championnat pour la première fois de la saison en détrônant son rival, l'ASNL (qui était en tête uniquement grâce à la différence de but), qui a été tenu en échec sur la pelouse de Nîmes (2-2).
Le mardi suivant, Metz, réduit à dix dès la 33e minute de jeu après l’expulsion de Kaprof, est éliminé de la Coupe de la Ligue en s’inclinant 2-0 sur la pelouse de Dijon lors du deuxième tour. Cheick Doukouré sort sur blessure lors de ce match et les résultats des examens sont très mauvais car il s'agit d'une rupture des ligaments croisés qui l'écarte des terrains durant six mois.
Les grenats reçoivent Evian Thonon Gaillard pour la cinquième journée juste avant la trêve internationale. Menant à la pause grâce à un penalty transformé par N'Gbakoto, ils se font rejoindre au score dans le dernier quart d'heure de jeu mais en poussant en fin de rencontre, les Messins arrachent les trois points de la victoire dans les ultimes secondes grâce à Kevin Lejeune d'un bel amorti de la poitrine et une splendide reprise de volée qui fit exploser de joie Saint-Symphorien. C'est dans la douleur face à de valeureux tangos que Metz s’impose à Laval (0-1) grâce à la nouvel recrue Emmanuel Mayuka qui inscrit par la même occasion son premier but sous le maillot messin. Le week-end suivant lors du derby lorrain à Saint-Symphorien face à Nancy, Metz est légèrement dominé sur sa pelouse mais se verra refuser deux penaltys lors de ce match qui s'est soldé par un résultat nul et vierge (0-0). Le mardi suivant, les protégés de José Riga laissent la tête du championnat au Dijon FCO en partageant à nouveau les points lors du déplacement au Havre dans un match encore et toujours laborieux après l'égalisation de Romain Métanire juste avant la pause qui a par la même occasion inscrit son tout premier but sous le maillot grenat (1-1).Trois jours plus tard, c'est Nîmes en position de lanterne rouge qui se déplace chez les mosellans. Ces derniers ouvrent le score juste avant la mi-temps grâce au premier but d'André Santos en tant que Messin mais comme dans presque chaque match depuis le début de saison, le jeu proposé par les locaux, bien qu'un peu meilleur que d’habitude, laisse encore trop à désirer et ils subissent bien trop d'actions et craquent dans le dernier quart d'heure en encaissant deux buts en pas moins de quatre minutes et accusent donc leur première défaite de la saison. À Brest, malgré une domination très importance pour les visiteurs, ces derniers n'arrivent pas à trouver la faille et se font surprendre avec un but encaissé juste avant la mi-temps. C'est l'Argentin Palomino, peut-être bien le meilleur joueur messin jusque-là, qui égalise en seconde période. Face à Clermont à domicile, c'est un cinquième match sans victoire consécutif qui se déroule et qui aurait bien pu être la seconde défaite de la saison car les Auvergnats menaient 2-0 à la pause avant deux buts messins en fin de match pour arracher le point du nul.
Les protégés de José Riga retrouvent enfin le goût des trois points de la victoire à Ajaccio face à l'ACA grâce au premier but de la saison de Juan Falcón malgré toujours un niveau de jeu trop moyens pour les grenats. Ils confirment leur victoire en Corse en s’imposant à domicile face au Paris FC dans un match où les Messins affichaient enfin un jeu correct jusqu'à l'heure de jeu avant de trop reculer dans la dernière demi-heure. Avant la trêve international, les grenats retrouvent la tête du championnat en allant chercher un point à Niort (1-1) grâce à un joli coup franc tiré par Yeni N’Gbakoto en première période avant un malchanceux but contre son camp de Tiago Gomes qui dévie un tir dont la trajectoire originale allait finir dans les gants de son portier. Les Messins avaient repris la tête du championnat, qu'ils avaient quittés lors de la huitième journée, grâce à la victoire du rival nancéien face à Dijon (3-1) bien que ces deux derniers ne précédaient les hommes de José Riga que d'un point. S'ensuivra une défaite à domicile face à l'AJ Auxerre (0-1) et une grosse victoire encore à domicile contre Bourg-en-Bresse (5-0). Les trois derniers matchs avant la trêve hivernale sont catastrophiques car on compte autant de défaite après avoir perdu chez le Red Star, à domicile contre Dijon et un dernier revers à Tours (2-0) qui relègue même les grenats à la sixième place au classement. Entre-temps, Metz est éliminé de la Coupe de France au 8e tour par Wasquehal, pensionnaire de CFA. Cette triste fin d'année pour les mosellans aura raison de son entraîneur José Riga qui est remercié à la suite de la 19e journée et remplacé par un ancien joueur de la maison : Philippe Hinschberger.

### Mercato hivernal
Philippe Hinschberger mis à la tête de l'effectif, il décide de dégraisser l'effectif messin. Bien qu'aimer parmi les supporters, Juan Falcón est prêté en Arabie saoudite avec option d'achat à Al-Fateh. Les joueurs Sezer Özmen, Emmanuel Mayuka et Amido Baldé qui sont tous les trois arrivés l'été précédent sont transférés. Le premier rejoint la deuxième division turque sous les couleurs de l'Alanyaspor. Le second à quant à lui rejoint le championnat égyptien avec le Zamalek SC et le dernier a rejoint le championnat d'Angola sous les couleurs du Sport Luanda e Benfica. 
Côté arrivé, c'est Christian Bekamenga qui rejoint les rives de la Moselle sous forme de prêt jusqu'à la fin de la saison par l'ESTAC alors que le joueur était déjà prêté au RC Lens durant la première partie de la saison. Le latéral gauche Matthieu Udol qui avait signé son premier contrat pro l'été précédent et prêté dans la foulée au club satellite du RFC Seraing est de retour dans son club formateur plus tôt que prévu afin de disputer la deuxième partie de saison à Metz et d'assurer la doublure de Tiago Gomes.
Fadil Sido qui n'avaient participé qu'à deux matchs depuis le début de la saison est prêté six mois au Vendée Luçon Football en National. Le club enregistre également le départ au Stade de Reims en Ligue 1 du gardien Johann Carrasso qui était un des éléments à avoir grandement participé à la double montée du National à la Ligue 1 avant la descente de l'année précédente mais qui n'a joué aucun match durant la première partie de saison en passant du statut de premier à troisième gardien d'une saison à l'autre.

### Phase retour
Le premier match retour s'est déroulé à Saint-Symphorien contre le FC Sochaux-Montbéliard dont Albert Cartier, limogé par le club grenat sept mois plus tôt, est le nouvel entraîneur. Les désormais protégés de Philippe Hinschberger se sont imposés (1-0) grâce au premier but de Mustapha Kaboré en tant que joueur professionnel sur une belle passe décisive de Fadil Sido. La semaine suivante, sur la pelouse du VAFC, les grenats font une bonne entame de match mais après un quart de jeu, le niveau chute totalement et on a pu assister à un des pires matchs de la saison pour les visiteurs. L'ouverture du score assez chanceuse sur coup franc est messine mais pour la seconde fois de la saison, Metz encaisse un but moins de deux minutes après avoir marqué. En fin de match, les locaux renversent le score pour leur première victoire de la saison à domicile.
Le vendredi suivant grâce à une magnifique deuxième période, les grenats s'imposent 2-1 face à l'US Créteil avec un doublé de Christian Bekamenga pour son premier match au FC Metz. C'est ce dernier qui inscrira le seul but du match de la victoire sur la pelouse de l'ETG (0-1) la semaine suivante. Cela faisait trois mois que les mosellans n'avaient pas enchaînés deux victoires consécutives. Ils parviendront même à enchaîner une troisième victoire lors de la journée de championnat suivante en s'imposant à domicile face à Laval (1-0) encore grâce à un but du néo-messin Bekamenga dans un match d'un niveau assez moyen pour les locaux.
Lors du derby lorrain à Nancy, on assiste à un match pauvre en occasion de la part de la bande à Yeni N'Gbakoto et c'est logiquement que les locaux ouvre le score avant une égalisation à quelques minutes de la mi-temps d'un but contre sans camp de Clément Lenglet sous la pression de Bekamenga qui aurait pu inscrire le but si le nancéien n'avait pas fait le travail à sa place. Au retour des vestiaires, dans la première minute de la seconde période, Lusamba redonne l'avantage aux locaux dans une action où toute la défense messine s'est arrêtée de jouer. Sans un grand match du gardien messin David Oberhauser, qui remplace Didillon blessé en cours de semaine, les rouge et blanc auraient pu tuer le match à plusieurs reprises mais dans les arrêts de jeu, N'Gbakoto décale une balle sur Romain Métanire qui arrive à toute vitesse pour placer un plat du pied et arracher l'égalisation et ainsi refroidir le stade Marcel-Picot qui fêtait déjà la victoire. S'ensuivront deux matchs d'un niveau de jeu lamentable, sans envie, pour autant de défaites face au Havre à domicile (0-1) et sur la pelouse de Nîmes (2-1) qui joue le maintien depuis le début de saison. Ces trois matchs sans victoire consécutifs coûtent le podium aux Lorrains qui se retrouvent à la cinquième place à la fin de la 27e journée. Les deux matchs suivants contre Brest à domicile et à Clermont-Ferrand engendrent beaucoup de regrets. En effet malgré quelques bonnes intentions lors du premier match, Metz encaisse des buts bêtement et égalise deux fois lors du match grâce au premier doublé d'Habib Diallo mais ne peux faire mieux que match nul (2-2). Le second match en déplacement commence bien malgré une première mi-temps catastrophique sur le plan technique grâce à un éclair de génie de Daniel Candeias qui marque un but (son premier avec Metz) sur une puissante frappe à une trentaine de mètres du but adverse. Mais seulement trois minutes plus tard, les locaux égalisent logiquement. La deuxième mi-temps est nettement dominée par les mosellans qui se procurent de nombreuses occasions de but sans jamais trouver la faille à l'image d'un Christian Bekamenga qui manque deux buts où il ne suffisait plus qu'à mettre le ballon dans le but vide. En fin de match, les rouges et bleu renverse le score pour remporter le match (2-1) sur une terrible erreur défensive de la part des Messins. Relégués à la septième place après cinq matchs sans victoire, les protégés de Philippe Hinschberger se retrouvent à cinq longueurs du podium au soir de la 29e journée et les rêves de retrouver l'élite du championnat français pour la saison suivante commencent alors à virer au cauchemar.
Mais les Lorrains enchaînent deux succès consécutifs avant la trêve internationale lors de deux matchs très laborieux face à deux équipes mal classées (3-2 face à l'AC Ajaccio et 2-1 sur la pelouse du Paris FC) et reviennent à deux longueurs du podium après la 31e journée. À noter les retours de blessures de plusieurs mois de Cheick Doukouré et du capitaine Kévin Lejeune qui étaient tous les deux titulaires lors de la victoire à Paris. Face à Niort à domicile, Metz réalise la passe de trois (2-0) grâce à un doublé de l'inarrêtable Habib Diallo dans un match bien géré par les locaux qui confirment leur envie de retrouver le podium.
Malgré une lourde défaite à Auxerre (4-0), Metz enchaîne de nouveau quatre succès consécutifs en s'imposant d'abord sur la pelouse de Bourg-en-Bresse (0-3), à domicile face au Red Star (2-0), adversaire dans la course à la montée, grâce aussi à une large victoire à Dijon (0-4) qui était alors déjà assuré de la montée et enfin une petite victoire face à Tours (2-1). Grâce à sept victoires en huit matchs, les mosellans se retrouvent troisième avec trois points et six buts d'avance sur Le Havre, alors quatrième, à une journée de la fin de la saison.
Un match nul à Lens lors de la dernière journée pouvait valider le billet pour la Ligue 1 mais les Messins sont passés à un cheveux d'un scénario catastrophe. En effet, rapidement menés au score, la bande à Kévin Lejeune réalise l'un des pires matchs de la saison et s'incline "par chance" seulement 1-0 pendant que les Havrais corrigeait Bourg-en-Bresse à domicile (5-0). La différence de six buts entre Metz et Le Havre devient alors nulle et le nombre de points identique. C'est grâce au nombre de buts inscrits (54 contre 52 pour le Havre) que les grenats retrouvent l'élite un an après l'avoir quittés. Yeni N'Gbakoto est élu meilleur passeur du championnat avec 11 passes à son actif. C'est aussi le meilleur buteur messin de la saison avec 12 buts en championnat et 15 toutes compétitions confondues.

## Avant-saison

### Objectif du club
Le club a vécu deux montées consécutives du National à la Ligue 1, avant d'être relégué en Ligue 2. L'objectif cette saison est de retrouver l’élite du football français.

### Matchs amicaux d'avant saison
| Date                     | Lieu                                  | Adversaire     | Score         | Buteurs Metz                                            |
| ------------------------ | ------------------------------------- | -------------- | ------------- | ------------------------------------------------------- |
| Samedi 4 juillet 2015    | Vittel - Stade Jean Bouloumié         | AJ Auxerre     | 3-2           | Juan Falcón 16e · Yeni N'Gbakoto 52e · Habib Diallo 65e |
| Vendredi 10 juillet 2015 | Sarrebourg - Stade Jean-Jacques Morin | SR Colmar      | 2-1           | Amido Baldé 45e · Habib Diallo 68e                      |
| Jeudi 16 juillet 2015    | Langres - Stade Saint-Pierre          | Dijon FCO      | Match annulé* | /                                                       |
| Dimanche 19 juillet 2015 | Vittel - Stade Jean Bouloumié         | GFC Ajaccio    | 0-1           | /                                                       |
| Jeudi 23 juillet 2015    | Épernay - Stade Paul Chandon          | Stade de Reims | 0-0           | /                                                       |

* Le match amical entre le FC Metz et le Dijon FCO a été annulé car le terrain a été jugé trop dangereux par le club grenat.

## Transferts
| Été                     |               |                        |                      |
| Nom                     | Nationalité   | Provenance/Destination | Division             |
| Arrivées                |               |                        |                      |
| Nuno Reis               | Portugal      | Cercle Bruges KSV      | Proximus League      |
| André Santos            | Portugal      | Balıkesirspor          | Süper Lig            |
| Amido Baldé             | Portugal      | Hapoël Tel-Aviv FC     | Ligat HaAl           |
| Iván Balliu             | Espagne       | FC Arouca              | Liga ZON Sagres      |
| Sezer Özmen             | Turquie       | Samsunspor             | Süper Lig            |
| Dieudonné Gbaklé        | Mali          | Lille OSC              | Ligue 1              |
| Hamza Sakhi             | Maroc         | Châteauroux            | National             |
| Georges Mandjeck        | Cameroun      | Kayseri Erciyesspor    | Süper Lig            |
| Emmanuel Mayuka         | Zambie        | Southampton FC         | Premier League       |
| Prêts                   |               |                        |                      |
| Juan Kaprof             | Argentine     | CA River Plate         | Primera División     |
| Célestin Djim           | Belgique      | SC Freamunde           | Segunda Liga         |
| Tiago Gomes             | Portugal      | Sporting Braga         | Liga ZON Sagres      |
| Daniel Candeias         | Portugal      | Benfica Lisbonne       | Liga ZON Sagres      |
| Retour de prêts         |               |                        |                      |
| Samy Kehli              | France        | RFC Seraing            | Proximus League      |
| Thomas Didillon         | France        | RFC Seraing            | Proximus League      |
| Médéric Deher           | France        | Vendée Luçon Football  | National             |
| Départs                 |               |                        |                      |
| Bouna Sarr              | Guinée        | Olympique de Marseille | Ligue 1              |
| Gaëtan Bussmann         | France        | FSV Mayence            | Bundesliga           |
| Jérémy Choplin          | France        | Chamois Niortais FC    | Ligue 2              |
| Ahmed Kashi             | Algérie       | Charlton Athletic      | FL Championship      |
| Mayoro N’Doye           | Sénégal       | RC Strasbourg          | National             |
| Abdallah N'Dour         | Sénégal       | RC Strasbourg          | National             |
| Théo Pierrot            | France        | RFC Seraing            | Proximus League      |
| Fakhreddine Ben Youssef | Tunisie       | ES Tunis               | Ligue I              |
| Fins de contrat         |               |                        |                      |
| Florent Malouda         | France        | Delhi Dynamos          | Indian Super League  |
| Guirane N'Daw           | Sénégal       | RC Lens                | Ligue 2              |
| Ali Bamba               | Côte d'Ivoire | RFC Seraing            | Proximus League      |
| Moussa Gueye            | Sénégal       | RFC Seraing            | Proximus League      |
| Retraite                |               |                        |                      |
| Romain Rocchi           | France        | /                      | /                    |
| Sylvain Marchal         | France        | /                      | /                    |
| Prêts                   |               |                        |                      |
| Chris Philipps          | Luxembourg    | SC Preussen Münster    | 3.Liga               |
| Médéric Deher           | France        | AFC Tubize             | Proximus League      |
| Anthony M'Fa Mezui      | Gabon         | RFC Seraing            | Proximus League      |
| Thibaut Vion            | France        | RFC Seraing            | Proximus League      |
| Matthieu Udol           | France        | RFC Seraing            | Proximus League      |
| Popoola Saliu           | Nigeria       | RFC Seraing            | Proximus League      |
| Kwame N'Sor             | Ghana         | RFC Seraing            | Proximus League      |
| Marouane Sahraoui       | Tunisie       | RFC Seraing            | Proximus League      |
| Fin de prêt             |               |                        |                      |
| Federico Andrada        | Argentine     | Atlético de Rafaela    | Primera División     |
| Modibo Maïga            | Mali          | Al-Nassr FC            | Saudi Premier League |

| Hiver               |              |                        |                         |
| Nom                 | Nationalité  | Provenance/Destination | Division                |
| Arrivées            |              |                        |                         |
| -                   | -            | -                      | -                       |
| Prêts               |              |                        |                         |
| Christian Bekamenga | Cameroun     | RC Lens                | Ligue 2                 |
| Retour de prêts     |              |                        |                         |
| Matthieu Udol       | France       | RFC Seraing            | Proximus League         |
| Départs             |              |                        |                         |
| Sezer Özmen         | Turquie      | Alanyaspor             | Ptt 1.Lig               |
| Amido Baldé         | Portugal     | Sport Luanda e Benfica | Girabola                |
| Emmanuel Mayuka     | Zambie       | Zamalek SC             | Egyptian Premier League |
| Johann Carrasso     | France       | Stade de Reims         | Ligue 1                 |
| Prêts               |              |                        |                         |
| Juan Falcón         | Venezuela    | Al-Fateh               | Saudi Premier League    |
| Fadil Sido          | Burkina Faso | Vendée Luçon Football  | National                |

## Saison

### Classement général
| Rang | Équipe                 | Pts  | J  | G  | N  | P  | Bp | Bc | Diff |
| --- | ---------------------- | ---- | -- | -- | -- | -- | -- | -- | ---- |
| 1 | AS Nancy-Lorraine      | 74   | 38 | 21 | 11 | 6  | 60 | 32 | +28  |
| 2 | Dijon FCO              | 70   | 38 | 20 | 8  | 10 | 62 | 36 | +26  |
| 3 | FC Metz R              | 65   | 38 | 19 | 8  | 11 | 54 | 39 | +15  |
| 4 | Le Havre AC            | 65   | 38 | 19 | 8  | 11 | 52 | 37 | +15  |
| 5 | Red Star FC P          | 64   | 38 | 18 | 10 | 10 | 43 | 38 | +5   |
| 6 | RC Lens R              | 58   | 38 | 15 | 13 | 10 | 39 | 35 | +4   |
| 7 | Clermont Foot 63       | 58   | 38 | 16 | 10 | 12 | 56 | 53 | +3   |
| 8 | AJ Auxerre             | 55   | 38 | 15 | 10 | 13 | 47 | 46 | +1   |
| 9 | Tours FC               | 47   | 38 | 11 | 14 | 13 | 36 | 41 | -5   |
| 10 | Stade brestois 29      | 47   | 38 | 12 | 11 | 15 | 34 | 41 | -7   |
| 11 | Bourg-en-Bresse 01 P   | 47   | 38 | 13 | 8  | 17 | 47 | 59 | -12  |
| 12 | Valenciennes FC        | 44   | 38 | 10 | 14 | 14 | 39 | 43 | -4   |
| 13 | Stade lavallois        | 44   | 38 | 9  | 17 | 12 | 35 | 42 | -7   |
| 14 | Nîmes Olympique        | 43-8 | 38 | 13 | 12 | 13 | 50 | 52 | -2   |
| 15 | FC Sochaux-Montbéliard | 42   | 38 | 9  | 15 | 14 | 34 | 36 | -2   |
| 16 | Chamois niortais FC    | 42   | 38 | 8  | 18 | 12 | 38 | 45 | -7   |
| 17 | AC Ajaccio             | 42   | 38 | 9  | 15 | 14 | 34 | 42 | -8   |
| 18 | Evian TG FC R          | 39   | 38 | 9  | 12 | 17 | 41 | 41 | 0    |
| 19 | US Créteil-Lusitanos   | 34   | 38 | 8  | 10 | 20 | 42 | 66 | -24  |
| 20 | Paris FC P             | 30   | 38 | 4  | 18 | 16 | 32 | 51 | -19  |
| - Promotion en Ligue 1 2016-2017 - Relégation en National 2016-2017 - P : Promus de National 2014-2015 - R : Relégués de Ligue 1 2014-2015 |                        |      |    |    |    |    |    |    |      |

Note
-8 : Le Nîmes Olympique commence la saison avec 8 points de retard. C'est la sanction infligée par la FFF, après appel, au club après qu'un dirigeant a tenté d'arranger certains matchs de la fin de la saison 2013-2014.